# Kozubata
Kozubata [pronunciación en polaco: /kɔzuˈbata/] es un pueblo ubicado en el distrito administrativo de Gmina Urszulin, dentro del Condado de Włodawa, Voivodato de Lublin, en Polonia oriental. Se encuentra aproximadamente a 2 kilómetros al sur de Urszulin, a 32 kilómetros al suroeste de Włodawa, y a 46 kilómetros al este de la capital regional Lublin.